# Saillant (krijgskunde)

Vesting met twee bastions. 8 is de saillant

Een saillant is een vooruitspringend deel in een frontlijn of een navenant uitstulpende punt opgebouwd uit twee facen van een bastion.
Dit heeft als voordeel dat men vanaf het saillant de aanvallers die de facen aanvallen langs opzij kan beschieten, en vanaf de facen de aanvallers van de saillant. Dit maakt een fort met saillanten veel veiliger en de aanleg van loopgraven voor de aanvaller onmogelijk.
Voor de partij die het saillant bemant is een saillant een bron van grote zorg. De vijand kan immers van drie kanten aanvallen. Bij saillanten die nog verder uitstulpen kan de vijand de troepen in het saillant zelfs afsnijden en omsingelen.
De saillant is daarom vaak voorzien op een overname door de aanvaller en zo dubbel verdedigbaar. Zo kan men vanuit het hoofdfort de saillant zelf beschieten.
Deze kwetsbaarheid is temeer het geval als de saillant geen deel van een vesting is maar een uitstulping in een frontlijn met dezelfde naam. Dit is meestal om geografische redenen, of een toevallig gevolg van een strategische beweging. Soms wordt een saillant gehouden om een waardevol punt te beschermen als een front moet terugtrekken.
Bij een offensief kan een saillant een doorbraakpunt worden in de vijandelijke linies en kan vijandelijk gebied omsingeld worden door twee saillanten die elkaar ontmoeten (zie buffelhoornformatie).
Bekende saillanten uit de Eerste Wereldoorlog waren de Ieperboog rond Ieper en de boog rond Verdun. In de Tweede Wereldoorlog was er een rond Rzjev en Koersk. Vanaf september 1944 was er ook sprake van een saillant om Nijmegen: the Nijmegen Salient.